# Violet Hunt
Isobel Violet Hunt (Durham, 28 de setembro de 1862 – Londres, 16 de janeiro de 1942) foi uma escritora britânica.
Foi influente no cenário literário vitoriano, tendo escrito livros feministas e militado na Liga de Escritoras Sufragistas, tendo participado da fundação da Poets, Essayists and Novelists (International PEN).

## Biografia
Violet nasceu na cidade de Durham, em 1862. Era filha do pintor Alfred William Hunt e da escritora e tradutora Margaret Raine Hunt. A família se mudou para Londres em 1865 e Violet cresceu em meio a artistas pré-rafaelistas como John Ruskin e William Morris. Acredita-se que Oscar Wilde, um amigo de longa da de Violet, teria lhe proposto casamento em Dublin, em 1879. Violet estudou na Notting Hill High School com as filhas de William Morris e Edward Burne-Jones.
Começando a escrever poesias desde muito cedo, Christina Rossetti, poeta italiana, foi a amiga para quem mostrou seus primeiros versos. Alfred queria que a filha fosse pintora e a encorajou nos estudos desde pequena. Ainda que Violet tenha estudado na South Kensington Art School e tenha pintado até os 28 anos de idade, ela preferiu seguir o caminho da mãe e se tornou escritora. Também seguiu o exemplo da mãe sufragista e foi ativa no movimento pelo voto feminino, organizando a Liga de Escritoras Sufragistas, apoiando Radclyffe Hall que tentava reverter o banimento do livro de literatura lésbica Well of Loneliness (1928).
Ainda que não fossem legalmente casados, Violet viveu por dez anos com Ford Madox Hueffer, outro pré-rafaelita do círculo onde ela cresceu. Os dois se conheceram em 1908, quando ele fundou o The English Review, publicação cujos colaboradores foram Thomas Hardy, Joseph Conrad, H.G. Wells, W.B. Yeats e a própria Violet. Embora Hueffer já fosse casado na época, sua esposa não lhe deu o divórcio. O escândalo do relacionamento afetou os amigos de Violet e sua família. Em 1918, o casal se separou.

## Carreira
Violet escreveu em uma grande variedade de estilos e formas, como romances, contos, poesias, memórias e biografias. Era ativa no movimento feminista e seus livros The Maiden's Progress (1894) e A Hard Woman, a Story in Scenes (1895), eram trabalhos do gênero da Nova Mulher vitoriana, enquanto sua coletânea Tales of the Uneasy (1911), são contos sobrenaturais. Seu livro White Rose of Weary Leaf (1908) é considerado seu melhor trabalho, enquanto sua biografia de Elizabeth Siddal é considerada não confiável devido ao desgosto de Violet pelo marido de Elizabeth, Dante Gabriel Rossetti.
Dona de uma personalidade marcante e grande inteligência e independência, Violet era o retrato da "Nova Mulher". Seus livros acabaram retratando tais características, onde ela trabalha com temas tabus para a época como gênero e sexo, prostituição, adultério, promiscuidade, com protagonistas neuróticas e cansadas.
Escreveu para várias organizações e movimentos femininos, tendo fundado a Liga de Escritoras Sufragistas, em 1908 e participando da fundação da Poets, Essayists and Novelists (International PEN), em 1921. Seus trabalhos como escritora acabaram ofuscados pelos saraus literários que dava em sua casa, em South Lodge, em Campden Hill. Entre os convidados para as noites de literatura estavam Ezra Pound, Rebecca West, Joseph Conrad, Wyndham Lewis, D. H. Lawrence e Henry James.
Nunca se casou, ainda que tenha tido vários relacionamentos amorosos, em geral com homens mais velhos. Entre seus amantes está H. G. Wells, sendo que seu relacionamento mais famoso e escandaloso da época tenha sido com Hueffer, que chegou a ficar oito dias presos em 1911 por se recusar a pagar a pensão para a esposa e suas duas filhas. Ele a transformou em personagem de dois de seus livros em The Good Soldier e em Parade's End. Outros amigos escritores se inspiraram em Violet em suas obras, como W. Somerset Maugham em seu livro The Moon and Sixpence e  Norah Nesbit em Of Human Bondage.

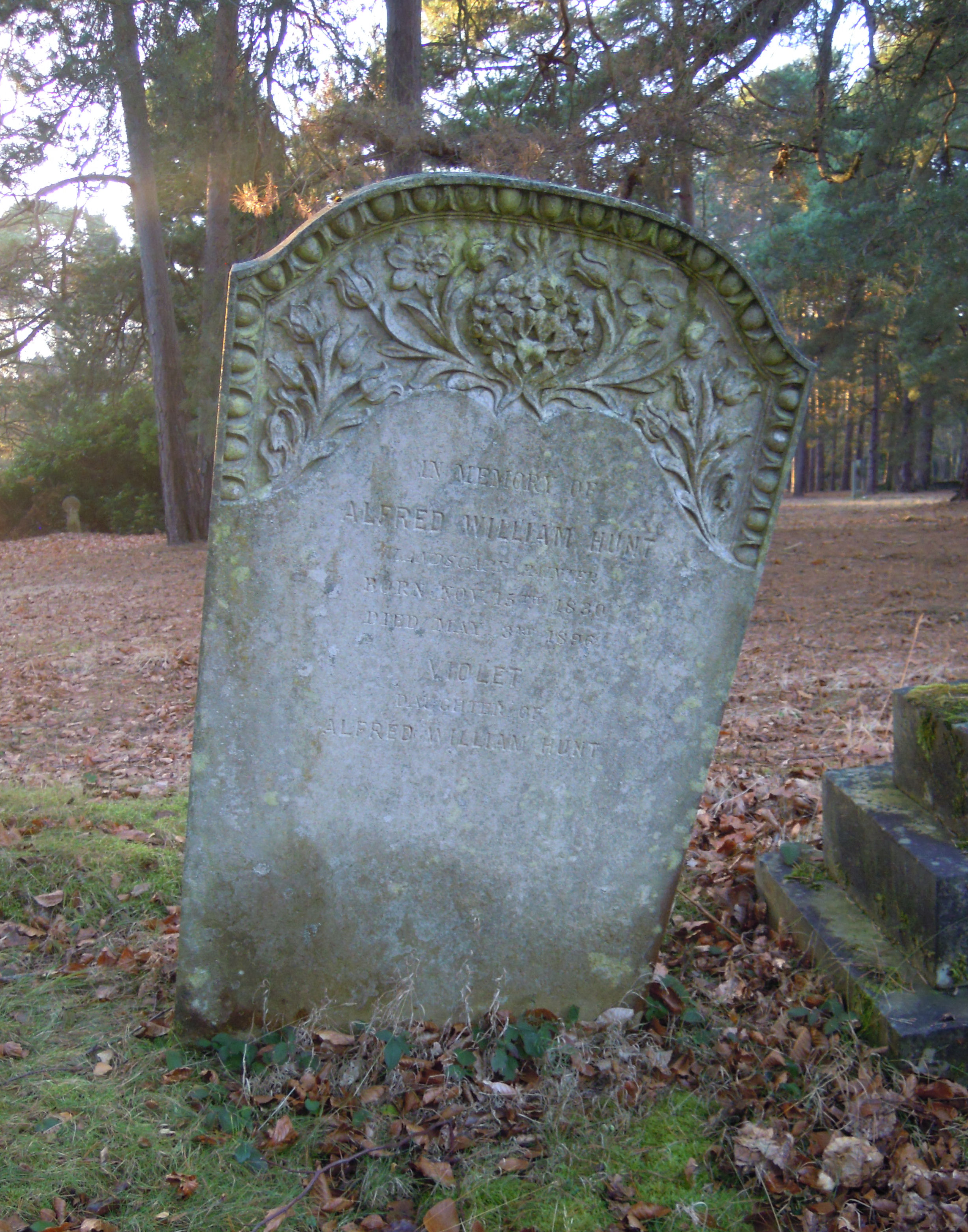
O túmulo de Violet Hunt no Cemitério de Brookwood

Violet escreveu duas coletâneas com contos sobrenaturais, Tales of the Uneasy e More Tales of the Uneasy. Seus contos eram conhecidos por tratar das ironias da vida vitoriana, de vida e morte, com um enredo que abordava eventos sobrenaturais. O historiador vitoriano R. S. Hadji incluiu Tales of the Uneasy em uma lista de obras injustamente esquecidas do gênero de horror.

## Morte
Nos seus últimos anos, Violet ficou menos ativa na escrita e na sociedade, preferindo passar mais tempo com seus gatos em sua casa. Sofria com as consequências causadas pela sífilis e levava uma vida solitária.
Violet morreu em 16 de janeiro de 1942, em sua casa em Londres, aos 79 anos, devido à uma pneumonia. Ela foi sepultada no jazigo da família no Cemitério de Brookwood, no condado de Surrey.

## Publicações

### Livros
- The Maiden's Progress (1894)
- A Hard Woman, a Story in Scenes (1895)
- The Way of Marriage (1896)
- Unkist, Unkind! (1897)
- The Human Interest – A Study in Incompatibilities (1899)
- The Celebrity at Home (1904)
- The Cat (1905)
- The Workaday Woman (1906)
- White Rose Of Weary Leaf (1908)
- The Wife of Altamont (1910)
- The Desirable Alien (1913) (com Ford Madox Ford)
- Zeppelin Nights (1916) (com Ford Madox Ford)
- The Last Ditch (1918)
- The Maiden's Progress (1894)
- A Hard Woman, a Story in Scenes (1895)
- The Way of Marriage (1896)
- Unkist, Unkind! (1897)
- The Human Interest – A Study in Incompatibilities (1899)
- Affairs of the Heart (1900) stories
- The Celebrity at Home (1904)
- Sooner Or Later (1904)
- The Life Story Of A Cat (1910)
- The Doll (1911)
- The Governess (1912) com Margaret Raine Hunt
- The Celebrity's Daughter (1913)
- The Desirable Alien (1913) (com Ford Madox Hueffer)
- The House of Many Mirrors (1915)
- Zeppelin Nights: A London Entertainment (1916) com Ford Madox Hueffer
- Their Lives (1916)
- The Last Ditch (1918)
- Their Hearts (1921)

### Contos
- The Prayer (1895)
- The Barometer (1911)
- The Coach (1911)
- The Operation (1911)
- The Telegram (1911)
- The Witness (1911)
- The Corsican Sisters (1925)

### Coletâneas
- Tales of the Uneasy  (1911)
- Tiger Skin (1924)
- More Tales of the Uneasy (1925)

### Antologias com seus contos
- Great Short Stories of Detection, Mystery and Horror 1st Series (1928)
- Great Short Stories of Detection, Mystery and Horror 2nd Series (1931)
- A Century of Ghost Stories (1936)
- And the Darkness Falls (1946)
- Human and Inhuman Stories (1963)
- Medley Macabre (1966)
- Rod Serling's Devils and Demons (1967)
- The 4th Fontana Book of Great Horror Stories (1969)
- Open at Your Own Risk (1975)
- Worlds of Fear (1994)

### Não ficção
- The Human Interest (1899)
- The Flurried Years (1926)
- Return of the Good Soldier (1983) (com Ford Madox Ford)